# Sandra Salzgeber
Sandra Salzgeber (* 29. Mai 1974 in Laufenburg AG als Sandra Kalt) ist eine ehemalige Schweizer Rollstuhltennisspielerin.

## Karriere
Sandra Salzgeber begann im Alter von 21 Jahren mit dem Rollstuhltennis und startete in der Klasse der Paraplegiker.
Sie nahm 2004 an den Paralympischen Spielen in Athen teil. Im Einzel schied sie im Viertelfinal gegen Florence Gravellier aus. In der Doppelkonkurrenz zog sie mit Partnerin Karin Suter-Erath in den Halbfinal ein, den sie gegen Sakhorn Khanthasit und Chanungarn Techamaneewat verloren. Das anschliessende Spiel um Platz drei und damit die Bronzemedaille gewannen sie gegen Chiyoko Ohmae und Mie Yaosa.
In der Weltrangliste erreichte sie ihre besten Platzierungen mit Rang 13 im Einzel am 8. August 2005 sowie mit Rang 10 im Doppel am 30. Mai 2005. Ihr letztes Turnier bestritt sie im Mai 2013.